# Alte Nationalgalerie
La Alte Nationalgalerie (anciennement Nationalgalerie — Galerie nationale) est un musée situé sur l'île aux musées à Berlin.
Inauguré en 1876 et rouvert en 2001, cet édifice de style néo-classique qui se présente comme un temple romain, est consacré à l'art allemand du XIXe siècle et aux impressionnistes français. Ses importantes collections sont la propriété de la Fondation prusse pour la culture.
L'Île des morts d'Arnold Böcklin (1883), considéré comme le tableau le plus représentatif du mouvement symboliste, est l'une des œuvres emblématiques du musée.

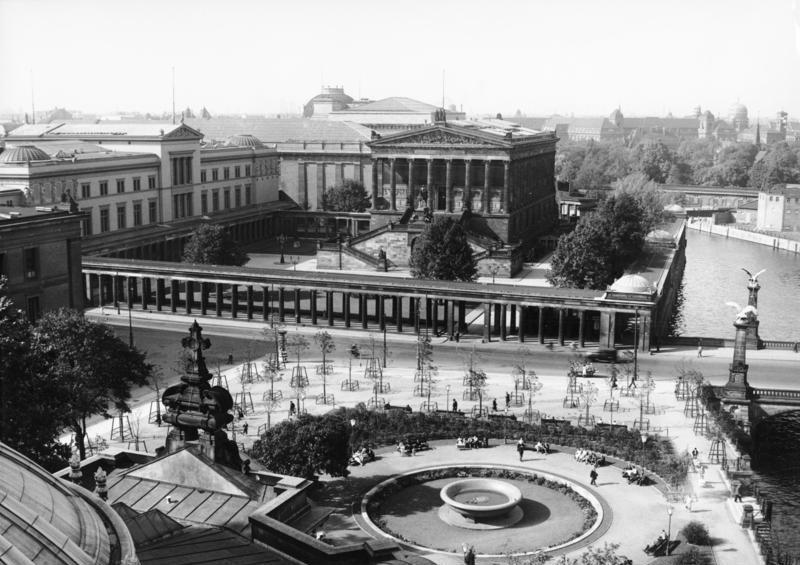
Vue de la Nationalgalerie, prise du Berliner Dom ; à gauche, le Neues Museum, en 1938.

## Histoire

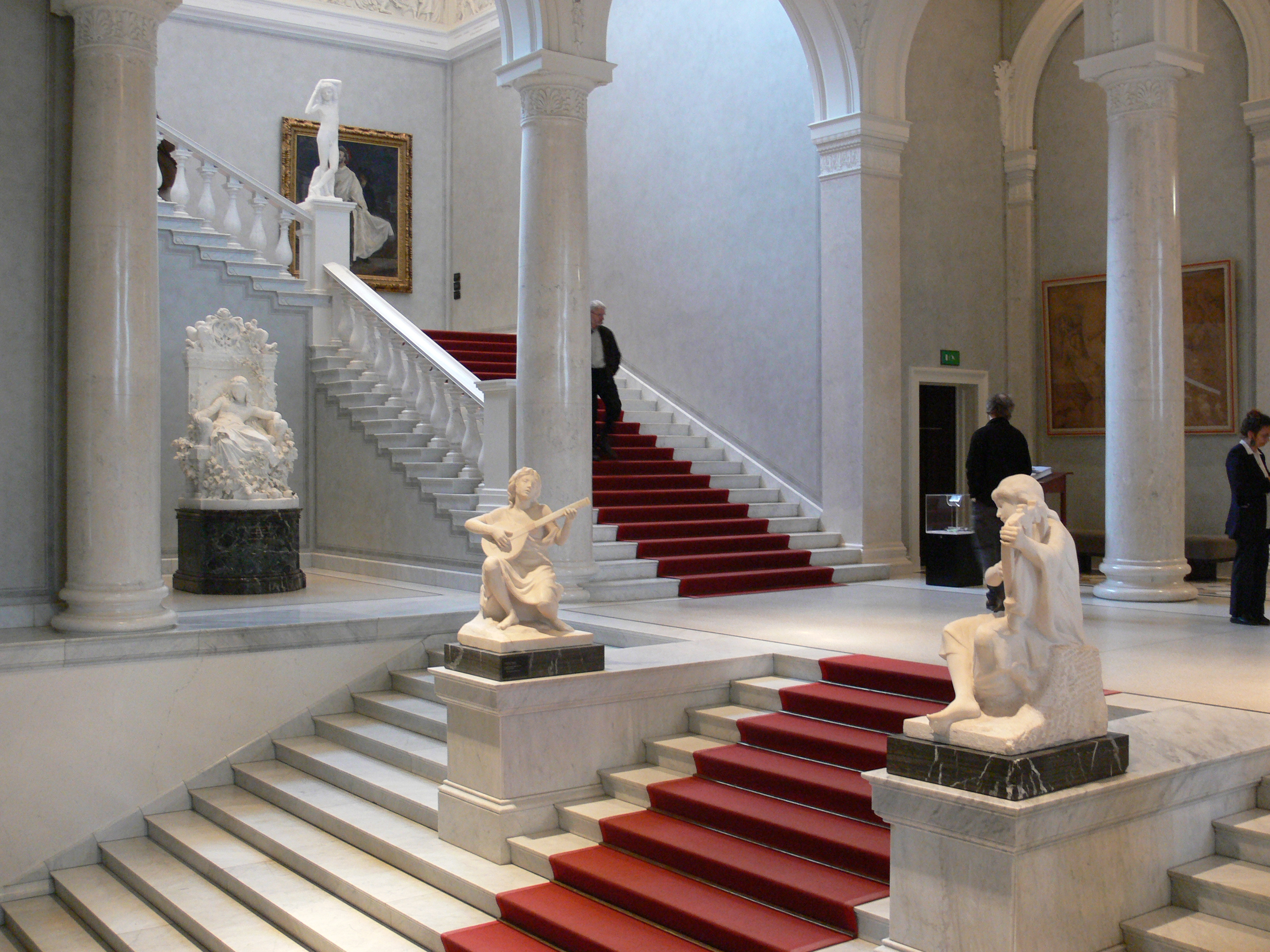
L'escalier principal.

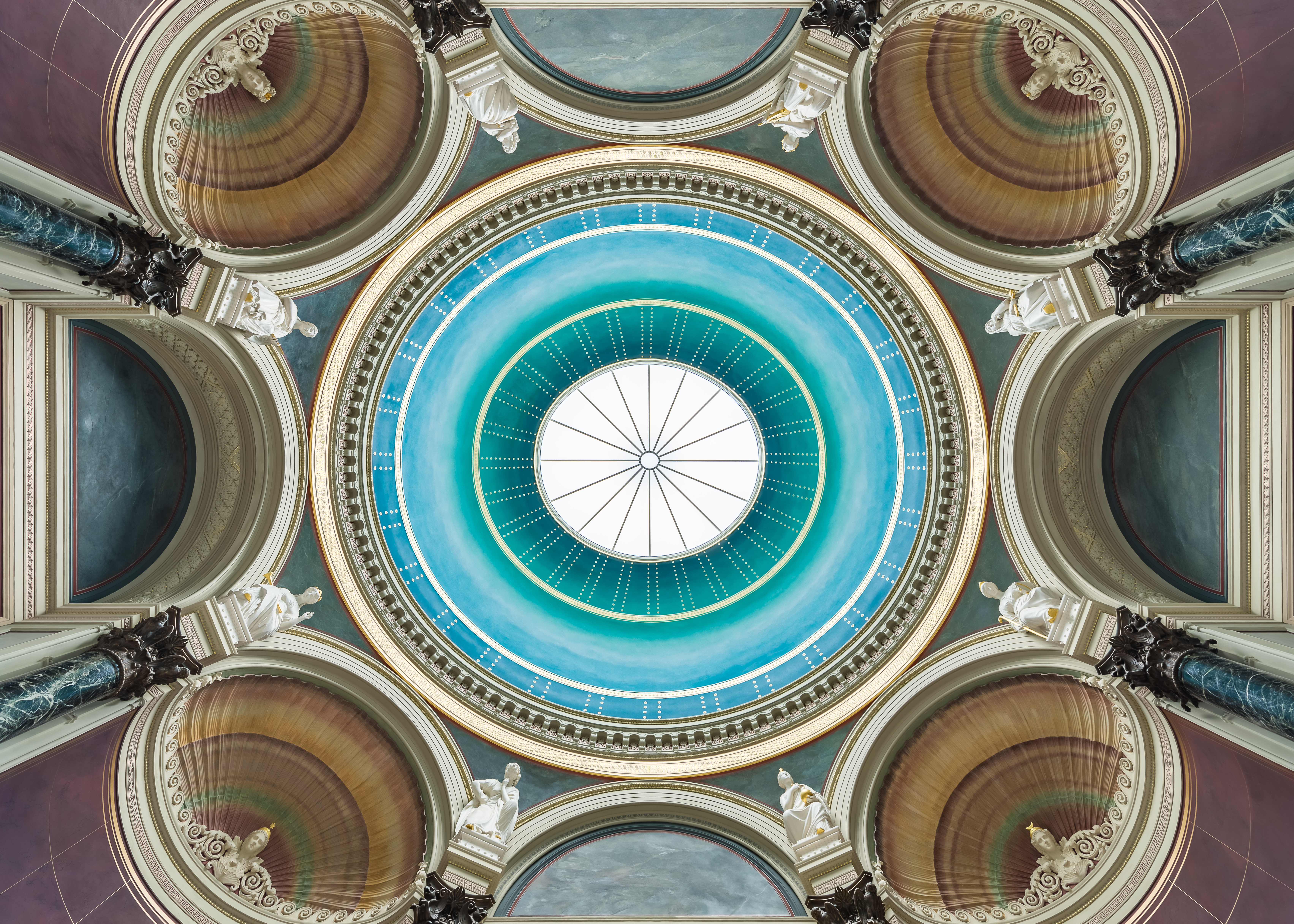
La coupole du premier étage.

La Nationalgalerie a été fondée en 1861, grâce à la donation de deux cent soixante-deux tableaux du banquier Johann Heinrich Wagener. La collection a d'abord été présentée à l'Académie des arts de Berlin.
Le bâtiment actuel, conçu en 1865 par Friedrich August Stüler d'après une esquisse du roi Frédéric-Guillaume IV de Prusse, a la forme d'un temple romain, avec un portique orné de colonnes corinthiennes, et prolongé par une abside. Sa construction s'est échelonnée de 1869 à 1876, sous la direction de l'architecte Heinrich Strack.
Après avoir subi de sérieux dommages lors de raids aériens durant la Seconde Guerre mondiale, le musée a en partie rouvert en 1949 et sa reconstruction s'est achevée en 1969. Entre 1998 et 2001, le musée a été entièrement rénové et des salles supplémentaires en mezzanine ont été ajoutées ; y sont présentées les œuvres romantiques.

## Architecture

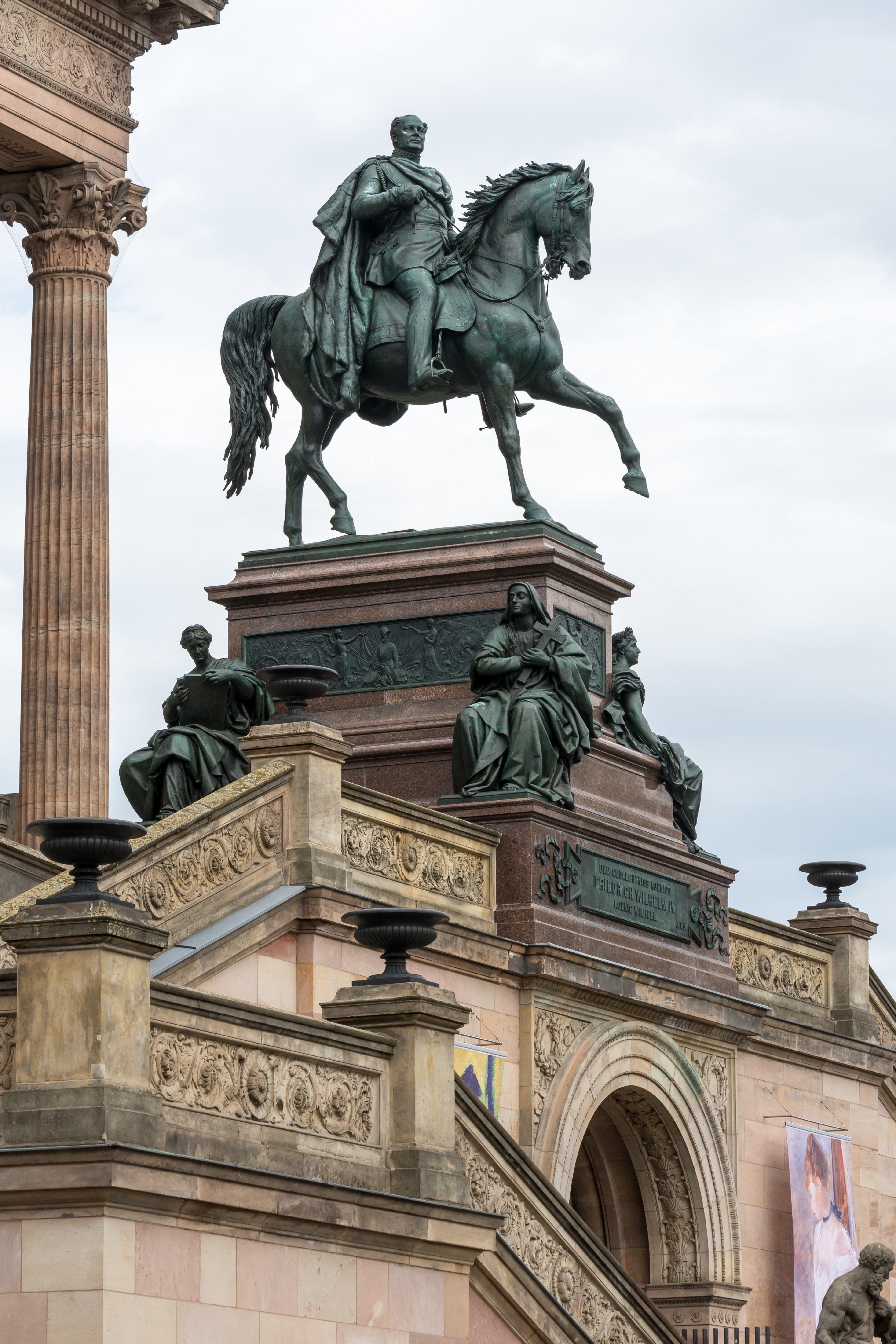
Statue équestre de Frédéric-Guillaume IV avec les allégories de la Religion, de l'Art, de l'Histoire et de la Philosophie.

Le bâtiment de l'ancienne galerie nationale combine des éléments architecturaux de différents types de bâtiments : la façade à pignon et les demi-colonnes qui l'entourent sont empruntées à l'architecture des temples romains, l'escalier monumental conviendrait à un château ou à un théâtre et l'abside attenante évoque celle d'une église. Dans cette combinaison, le bâtiment est censé illustrer architecturalement l'unité de la nation, de l'histoire et de l'art.
Sur la volée d'escalier est érigée la statue équestre de Frédéric-Guillaume IV avec, au piédestal, les allégories de la Religion, de l'Art, de l'Histoire et de la Philosophie : la statue a été exécutée entre 1875 et 1886 par Alexander Calandrelli d'après un dessin de Gustav Blaeser.
La base du bâtiment, à bossages de style rustique, qui forme le rez-de-chaussée et le premier étage d'exposition, fournit l'effet de hauteur souhaité pour la façade du temple. Au-dessus se trouve le deuxième étage d'exposition, plus noble, indiqué par des demi-colonnes attachées. De plus, les deux étages ont de hautes fenêtres, qui façonnent également la façade. Le troisième étage d'exposition, en revanche, n'est pas visible depuis la façade : cet étage reçoit la lumière naturelle à travers un plafond de verre. La façade et l'escalier extérieur sont en grès Nebra (Trias), et les colonnades en grès de Silésie et en grès de l' Elbe (tous deux du Crétacé). Stylistiquement, le bâtiment se situe entre la fin du classicisme tardif berlinois et le début du style néo-Renaissance. L'extérieur du musée a été conservé dans son état d'origine, tandis que l'intérieur a subi plusieurs rénovations et modifications pour s'adapter aux besoins de l'exposition.

## Collections

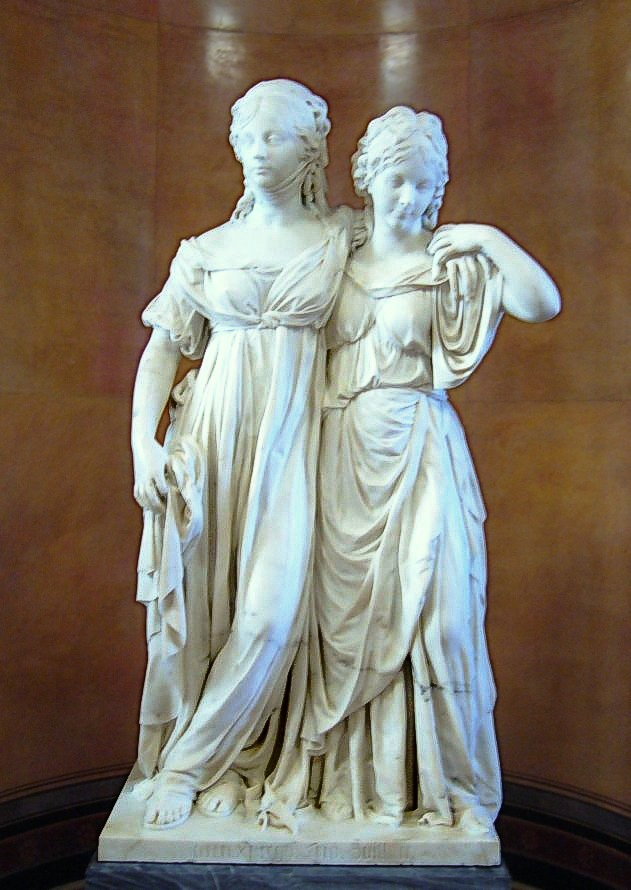
Johann Gottfried Schadow - Les princesses Luise (à gauche) et Friederike (à droite) de Prusse.

La collection comprend des œuvres du classicisme et du romantisme (Caspar David Friedrich, Karl Friedrich Schinkel, et Carl Blechen), de la période Biedermeier, de l'impressionnisme français (Édouard Manet, Claude Monet) et, récemment, du XXe siècle (Adolph von Menzel, Max Liebermann, Lovis Corinth). Parmi celles-ci :

### Classicisme et romantisme
Caspar David Friedrich
- Deux Hommes au bord de la mer
- Le Watzmann
- Cabane sous la neige
- Homme et Femme contemplant la Lune
- L'Abbaye dans une forêt de chênes
- Femme à la fenêtre
- Matin dans les Monts des Géants
- Paysage champêtre, le matin
- Le Port de Greifswald
- Caspar David Friedrich dans son atelier

Karl Friedrich Schinkel
- Cathédrale gothique au bord de l'eau (de) (1813)

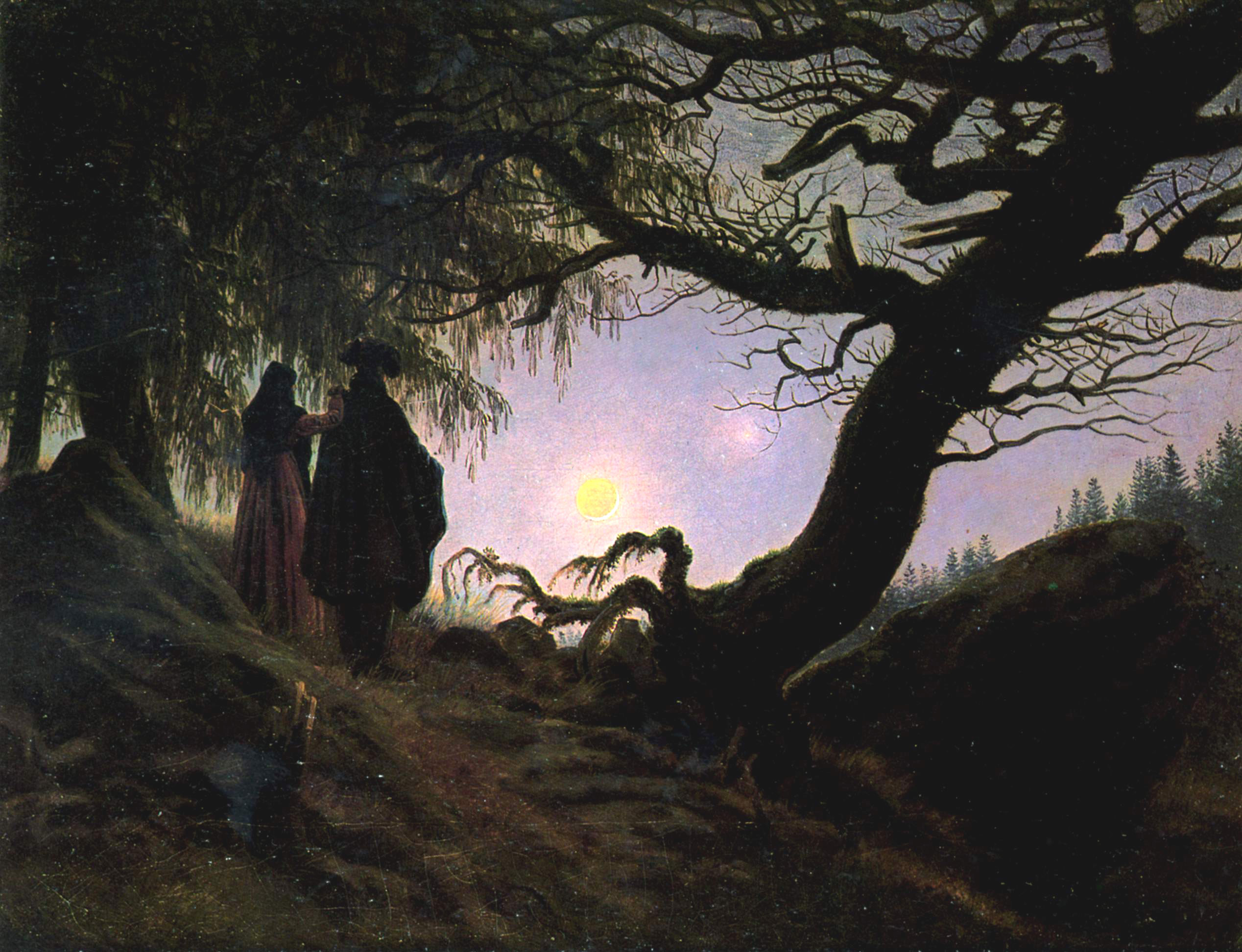
Caspar David Friedrich, Homme et Femme contemplant la Lune.
Karl Friedrich Schinkel, Cathédrale gothique au bord de l'eau (de) (1813)

### Symbolisme
Arnold Böcklin
- Autoportrait avec la Mort jouant du violon

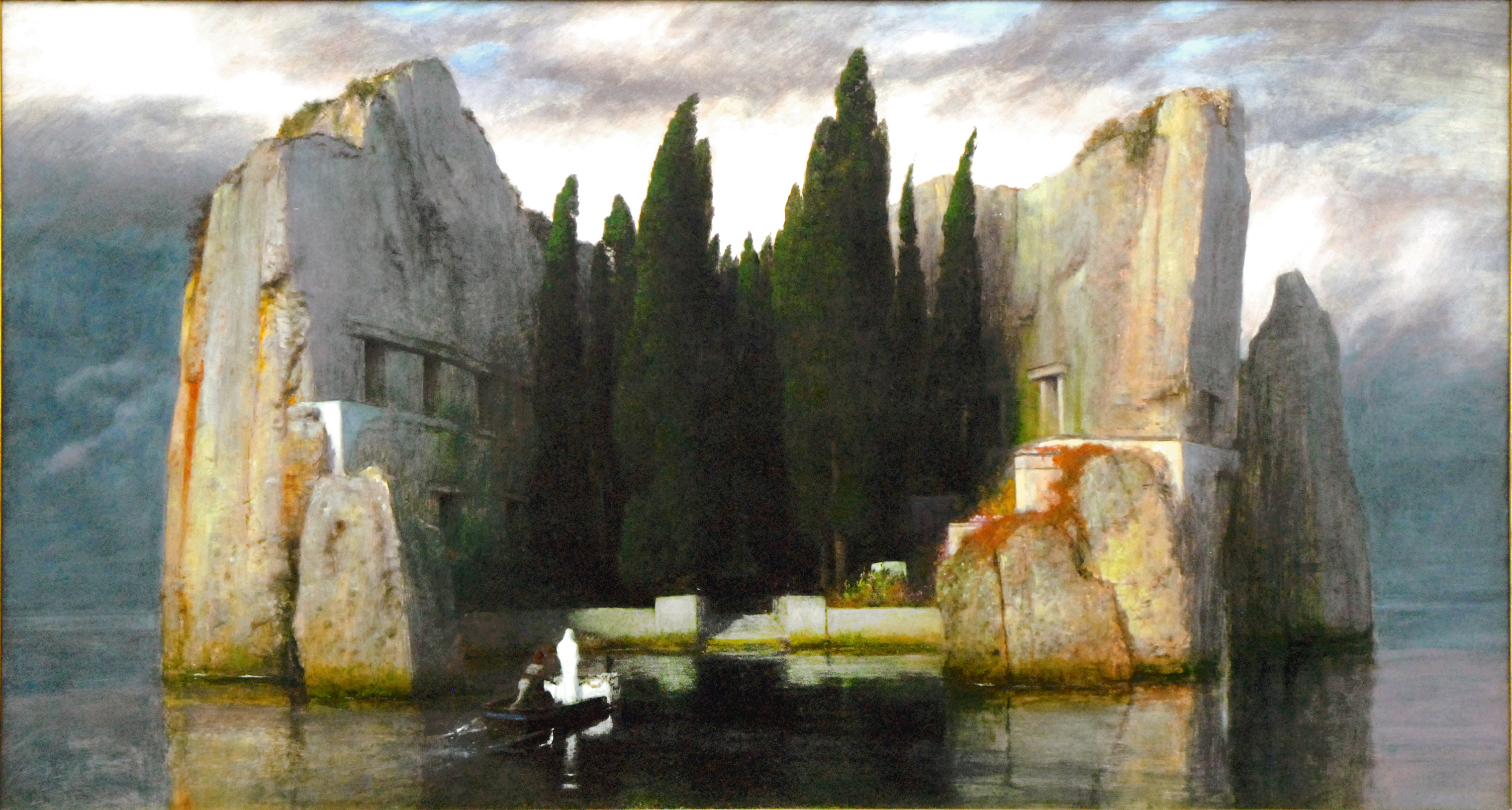
Arnold Böcklin, L'Île des morts.

- L’Île des morts

### Période Biedermeier

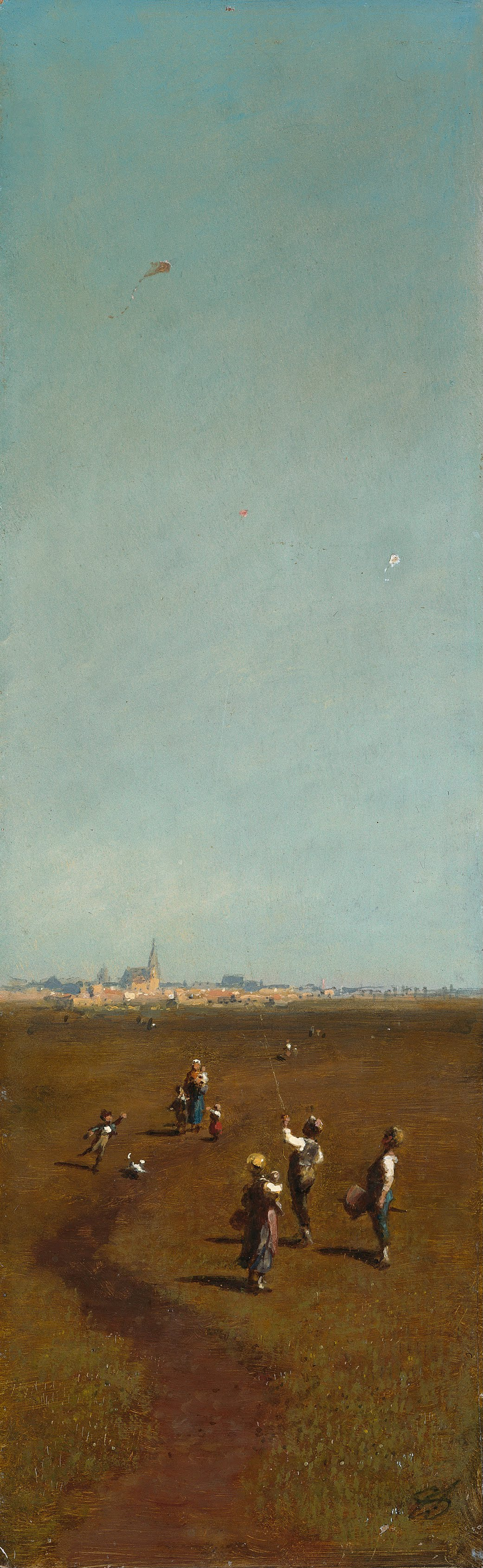
Carl Spitzweg, Cerfs volants

Carl Spitzweg
- Cerfs volants

### Réalisme
Adolph von Menzel
- Intérieur d'une chambre avec balcon (1845)
- Le Chemin de fer Berlin-Potsdam (1847)
- Concert de flûte de Frédéric le Grand à Sans-Souci (1852)
- Mur de l'atelier (1852)
- Rencontre de Frédéric II avec l'empereur Joseph II à Neisse en 1769, 1855-57
- Départ du roi Guillaume Ier pour l’armée le 31 juillet 1870, 1870
- La Forge (Von Menzel), 1872-1875
- Le Pied de l'artiste, 1876

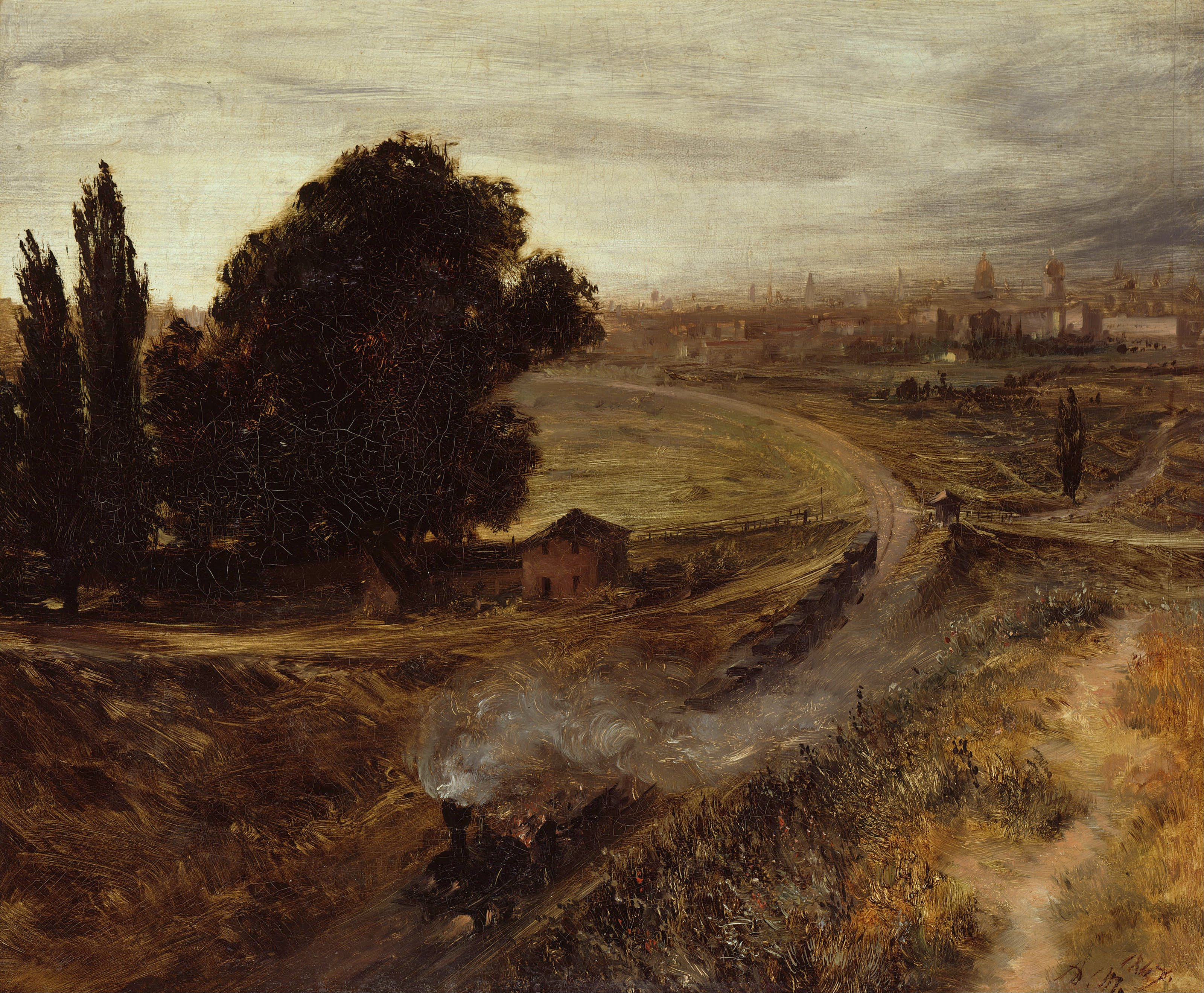
Le Chemin de fer Berlin-Potsdam (1847)
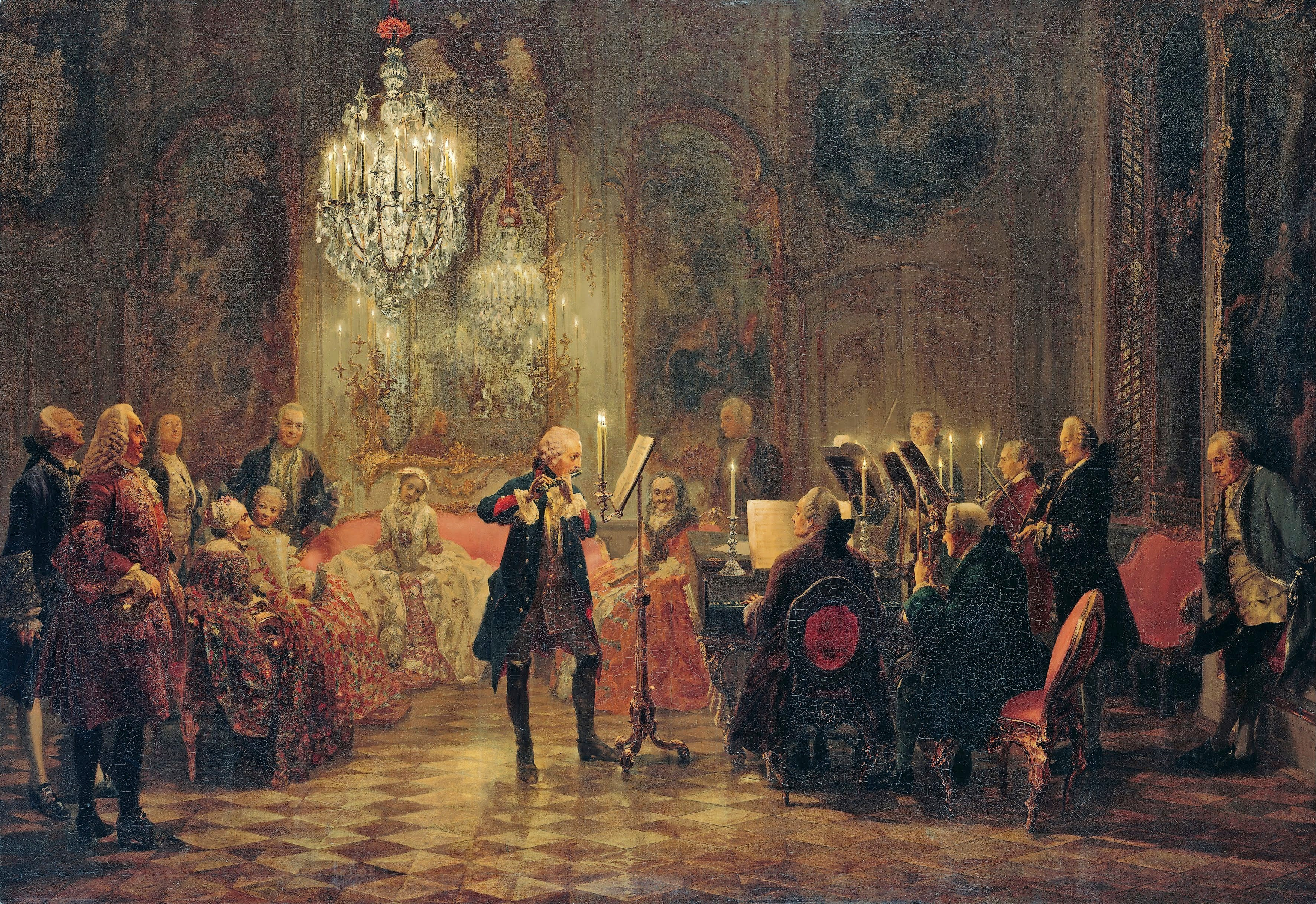
Concert de flûte de Frédéric le Grand à Sans-Souci (1852)
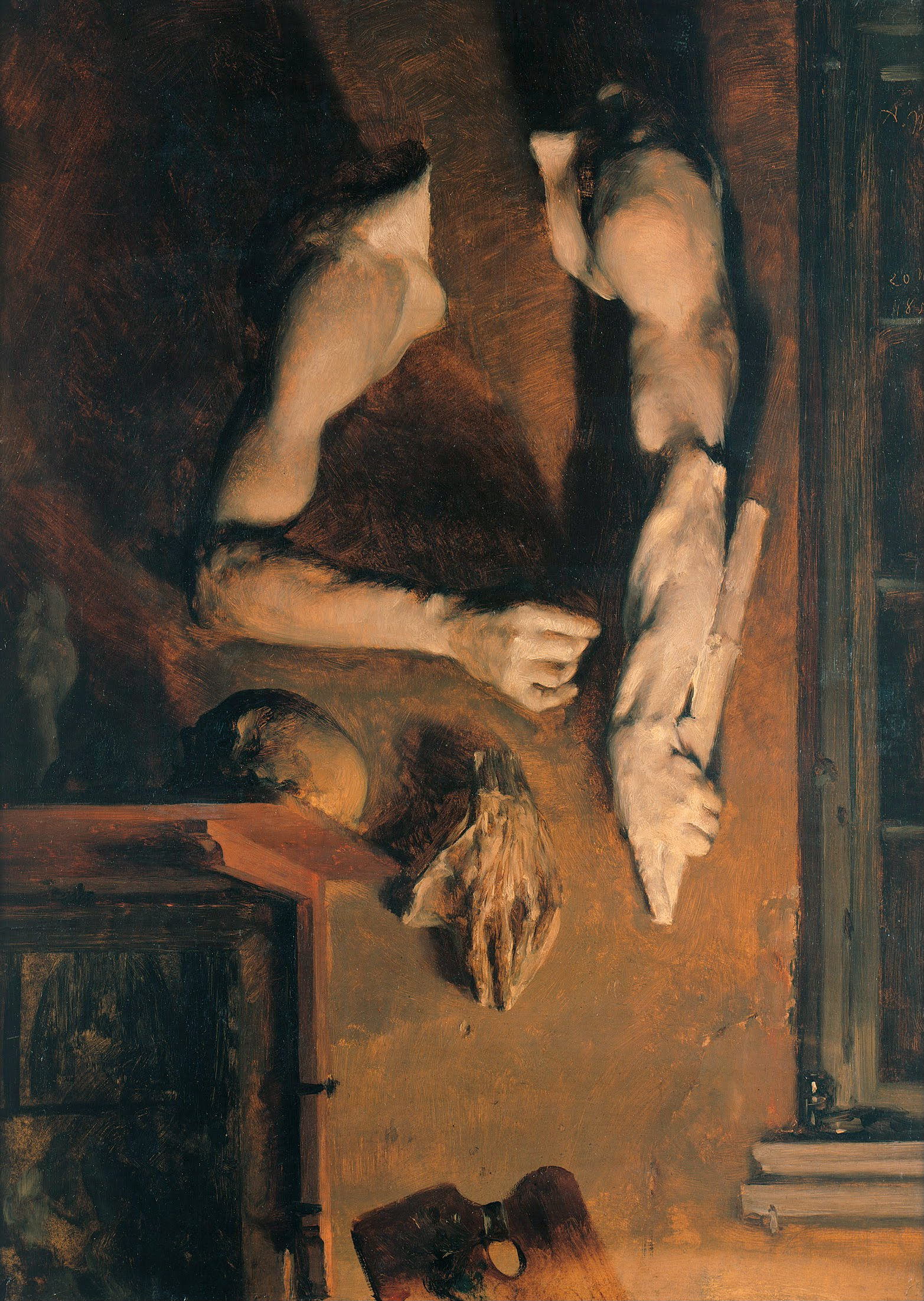
Mur de l'atelier (1852)
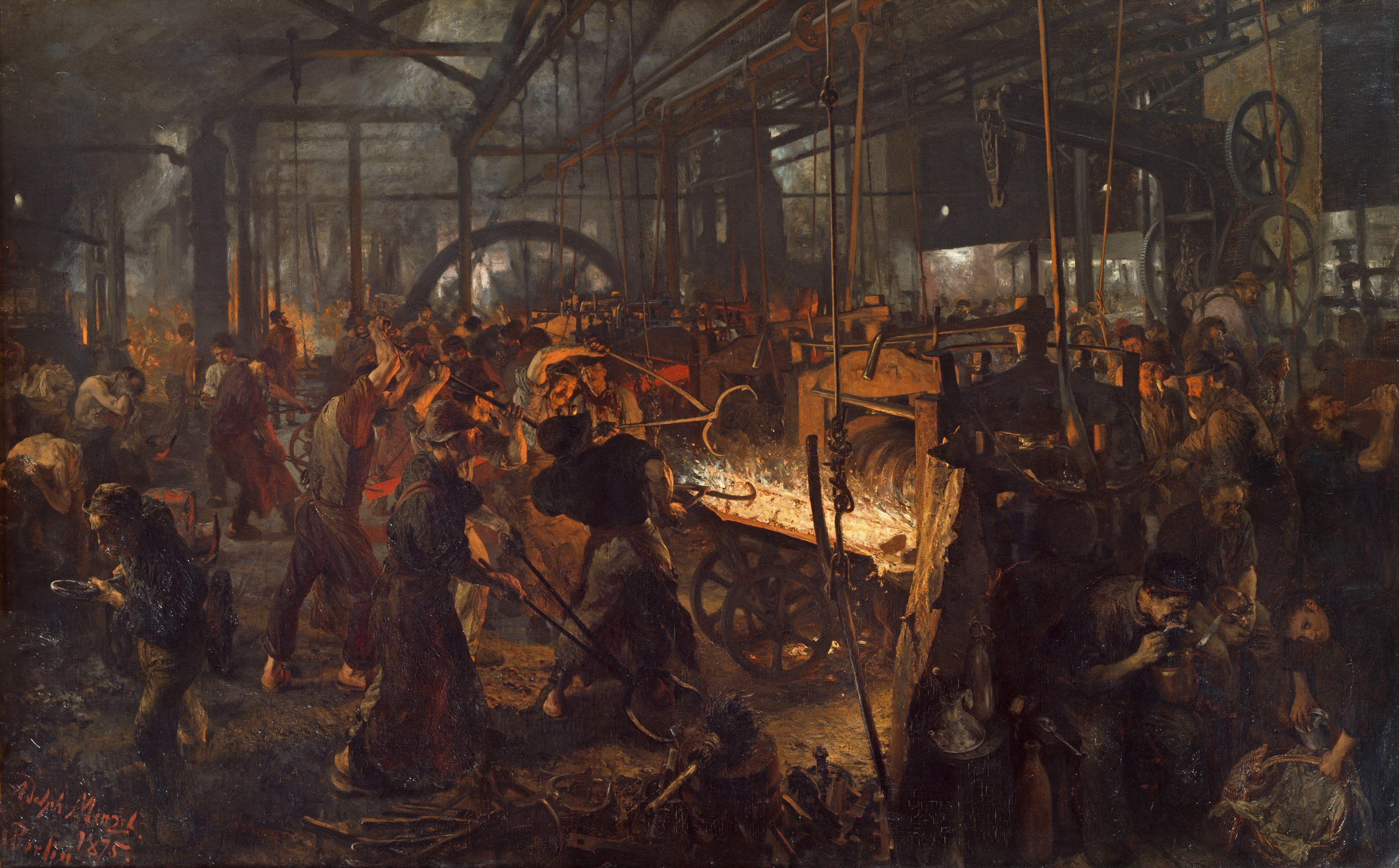
La Forge (Von Menzel), 1872-1875

### Impressionnistes français

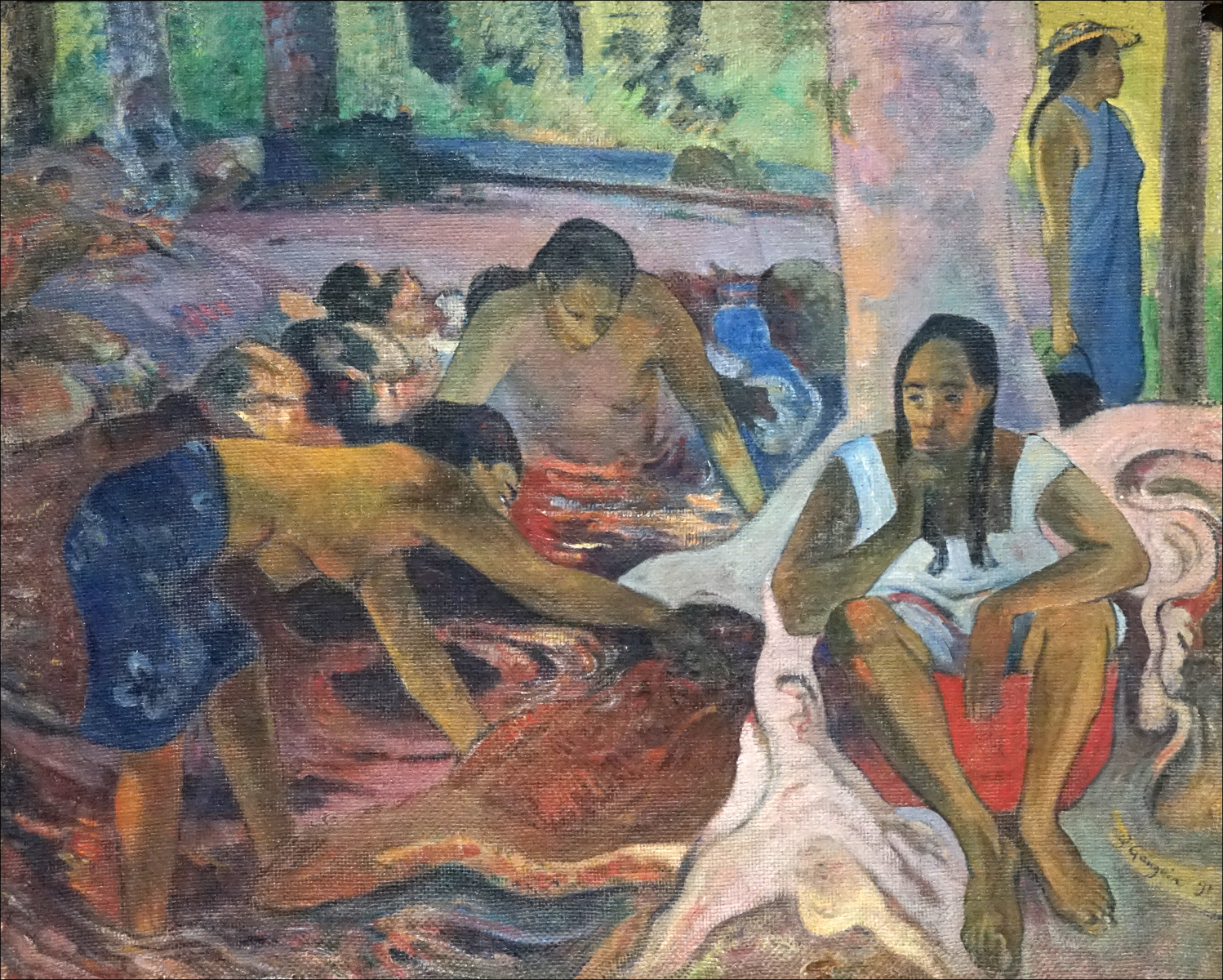
Paul Gauguin, Pêcheurs tahitiens.

Paul Cézanne
- Moulin à Pontoise

Camille Corot
- La Seine près de Chatou

Edouard Manet
- Dans la serre

Claude Monet
- Été 1874
- Saint Germain l'Auxerrois

Auguste Renoir
- En été, la Bohémienne

Paul Gauguin
- Pêcheurs tahitiens

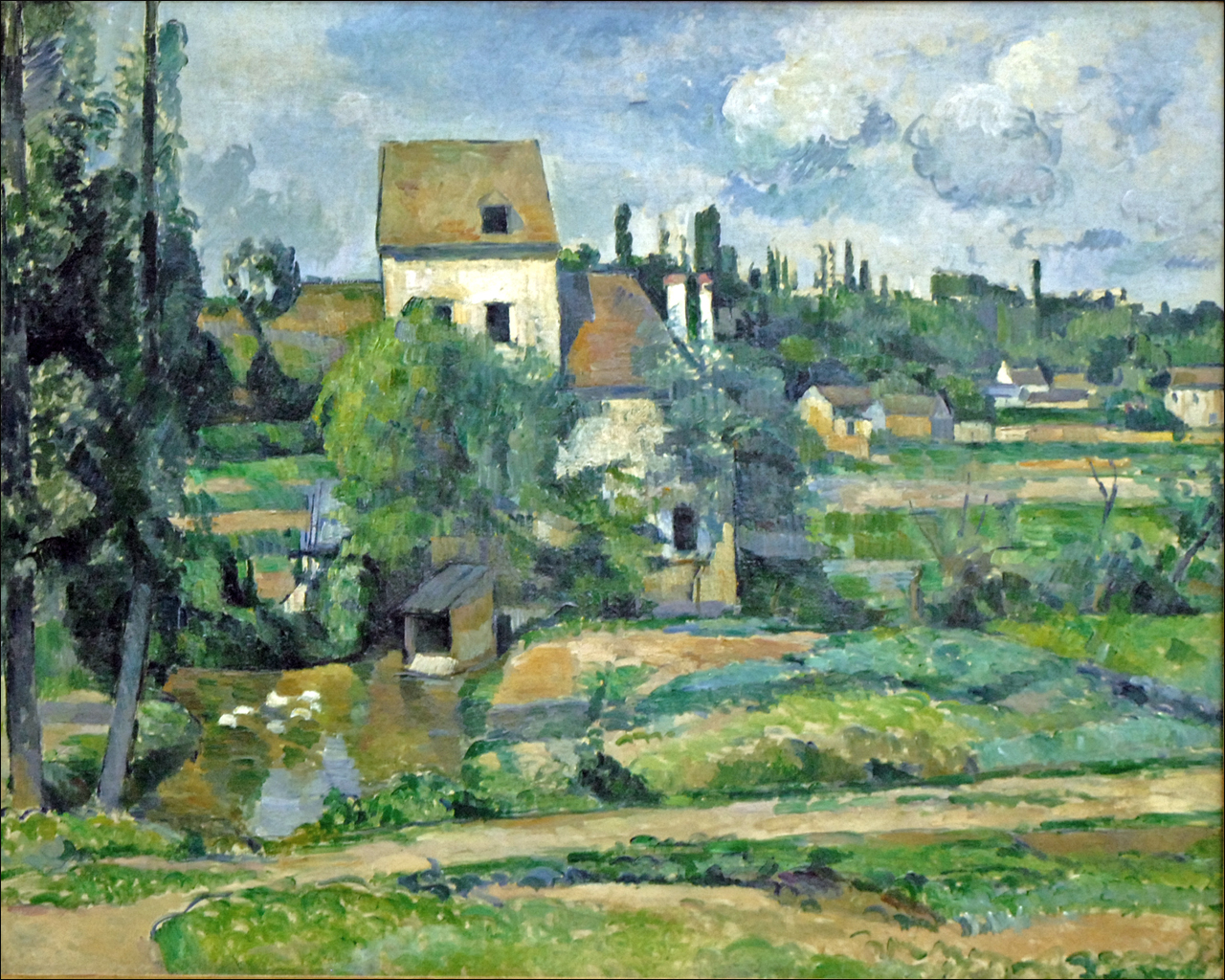
Paul Cézanne, Moulin à Pontoise.
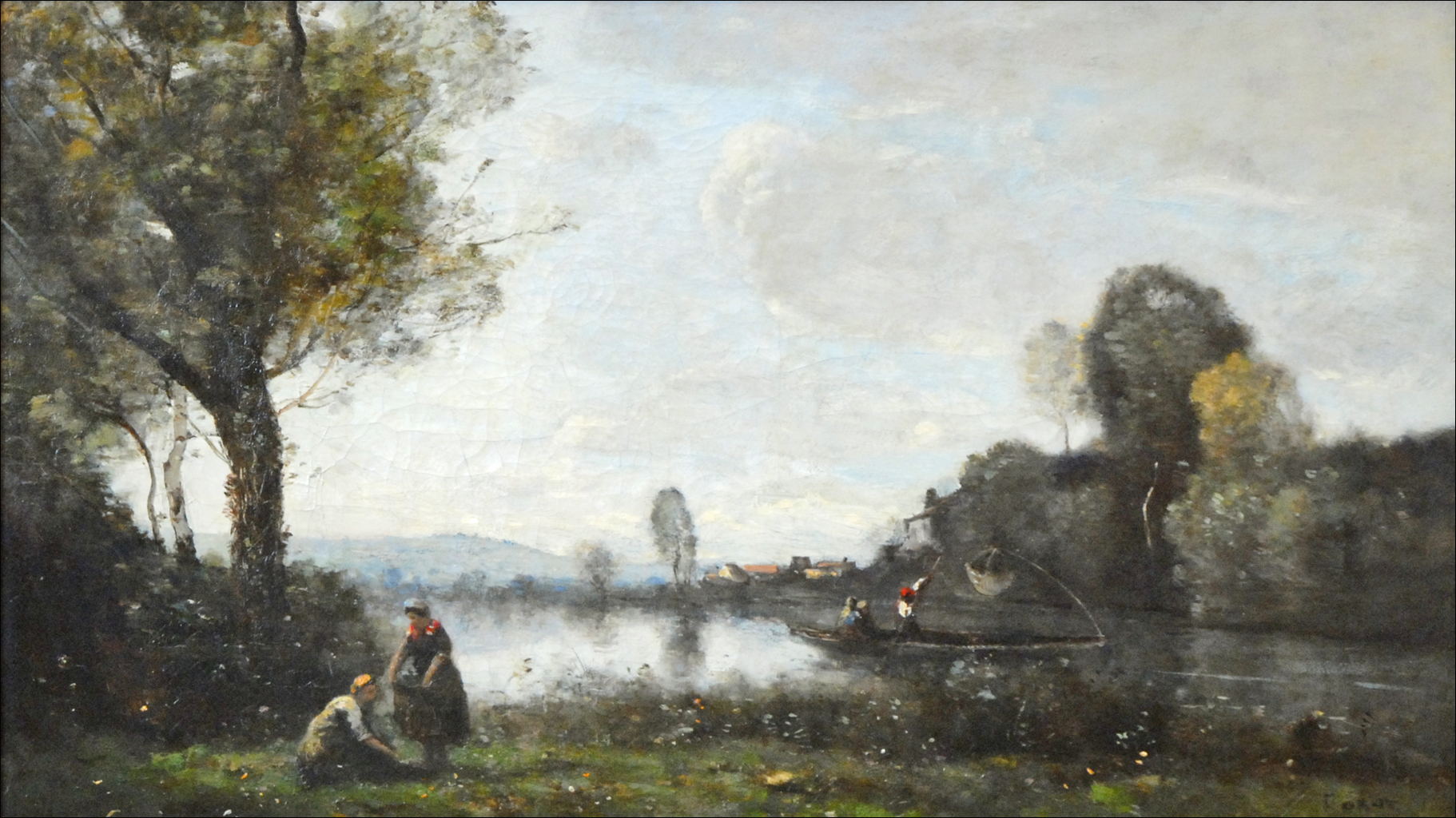
Camille Corot, La Seine près de Chatou.
Edouard Manet, Dans la serre.
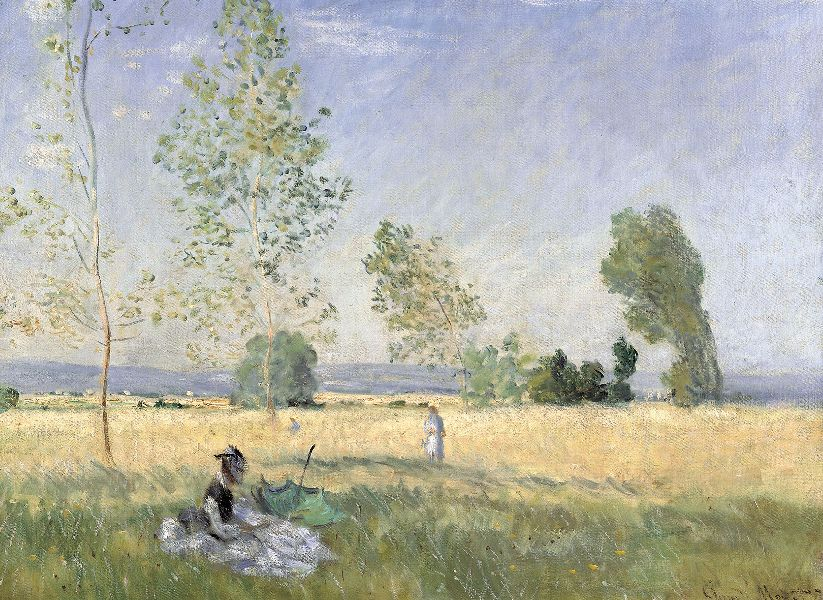
Claude Monet, Été 1874.
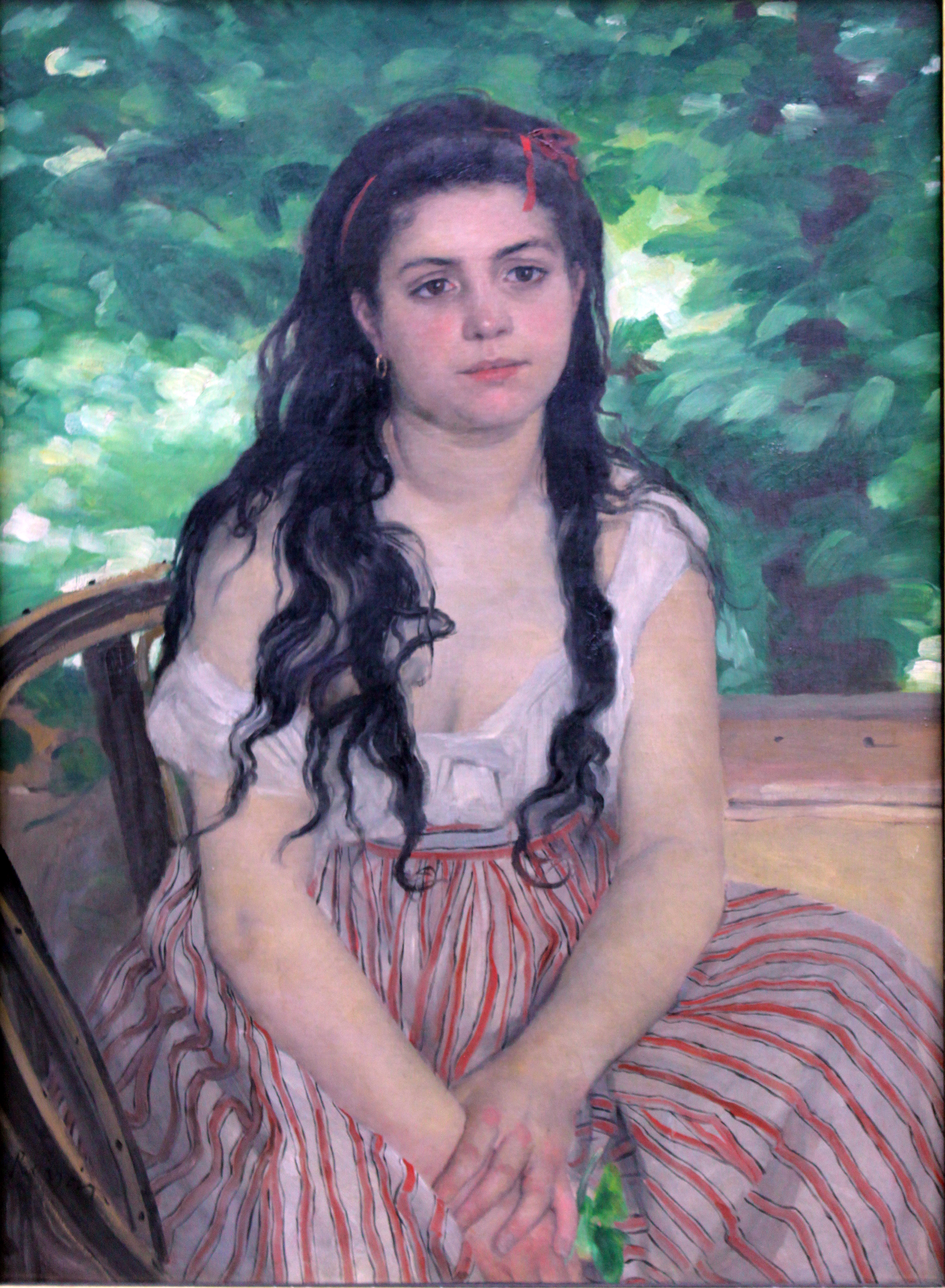
Pierre Auguste Renoir, En été, la Bohémienne.